# Liste de films français sortis en 1931
Listes de films français
- 1927
- 1928
- 1929
- 1930
- 1931
- 1932
- 1933
- 1934
- 1935

Ci-dessous une liste des films français sortis en 1931. Cette liste est probablement incomplète.
| Titre                           | Réalisateur                          | Acteurs                                                                     | Genre                      | Notes  |
| ------------------------------- | ------------------------------------ | --------------------------------------------------------------------------- | -------------------------- | ------ |
| À bas les hommes                | Henri Decoin                         | Jim Gérald, Pitouto, Louis Zellas                                           | Court métrage comique      | 19 min |
| À mi-chemin du ciel             | Alberto Cavalcanti                   | Janine Merrey, Jean Mercanton, Jeanne Marie-Laurent                         | Drame                      |        |
| À nous la liberté               | René Clair                           | Henri Marchand, Rolla France, Raymond Cordy                                 | Comédie                    |        |
| L'Affaire de la clinique Ossola | René Jayet                           | Robert Goupil                                                               | Moyen métrage              | 46 min |
| L'Aiglon                        | Viktor Tourjanski                    | Jean Weber, Victor Francen, Henri Desfontaines                              | Drame                      |        |
| Allô... Allô...                 | Roger Lion                           | Marcel de Garcin, Pierre Juvenet, Jean Rozenberg                            | Comédie                    |        |
| L'Amour à l'américaine          | Claude Heymann Pál Fejös             | Spinelly, André Luguet, Suzet Maïs                                          | Comédie                    |        |
| Les Amours de minuit            | Augusto Genina Marc Allégret         | Danièle Parola, Pierre Batcheff Jacques Varennes                            | Drame                      |        |
| Amours viennoises               | Robert Land et Jean Choux            | Lyne Clevers, Michel Duran, Maurice de Canonge                              | Comédie dramatique         |        |
| L'Anglais tel qu'on le parle    | Robert Boudrioz                      | Tramel, Wera Engels, Gustave Hamilton                                       | Comédie                    |        |
| Après l'amour                   | Léonce Perret                        | Gaby Morlay, Victor Francen, Tania Fédor                                    | Drame                      |        |
| Arthur                          | Léonce Perret                        | Lily Zévaco, Robert Darthez Louis-Jacques Boucot,                           | Comédie                    |        |
| Attaque nocturne                | Marc Allégret                        | Fernandel, Julien Carette, Madeleine Guitty                                 | Comédie                    |        |
| Autour d'une enquête            | Henri Chomette                       | Jean Périer, Annabella, Pierre Richard-Willm                                | Policier                   |        |
| Azaïs                           | René Hervil                          | Max Dearly, Simone Rouvière, Jeanne Saint-Bonnet, Pierre Stéphen            | Comédie                    |        |
| Le Bal                          | Wilhelm Thiele                       | Germaine Dermoz, André Lefaur, Danielle Darrieux                            | Comédie dramatique         |        |
| La Bête errante                 | Marco de Gastyne                     | Gabriel Gabrio, Maurice Maillot                                             | Western dramatique         |        |
| Blanc comme neige               | Jean Choux et Francisco Elías        | Léon Courtois, Martine de Breteuil                                          |                            |        |
| Le Blanc et le Noir             | Robert Florey                        | Fernandel, Raimu, Pauline Carton                                            | Comédie-dramatique         |        |
| Bric-à-brac et compagnie        | André E. Chotin                      | Fernandel, Raoul Marco, Marfa Dhervilly                                     | moyen métrage comique      |        |
| La Brigade du bruit             | Louis Mercanton                      | Noël-Noël, Paul Colline, Yvonne Hébert                                      | court métrage              |        |
| Buster se marie                 | Claude Autant-Lara                   | Buster Keaton, André Luguet, Françoise Rosay                                | Comédie                    |        |
| Chair ardente                   | René Plaissetty                      | Paul Cambo, Émile Dehelly Charlotte Barbier-Krauss                          | Drame                      |        |
| La Chance                       | René Guissart                        | Marie Bell, Marcel André, Françoise Rosay                                   | Drame                      |        |
| La Chanson des nations          | Maurice Gleize Rudolf Meinert        | André Roanne, Dolly Davis, Henri Baudin, Simone Cerdan                      |                            |        |
| Le Chanteur de Séville          | Yvan Noé Ramón Novarro               | Ramón Novarro, Suzy Vernon, Pierrette Caillol, Georges Mauloy               | Comédie musicale           |        |
| Le Chanteur inconnu             | Viktor Tourjanski                    | Jim Gérald, Simone Cerdan, Lucien Muratore                                  | Comédie                    |        |
| La Chienne                      | Jean Renoir                          | Michel Simon, Janie Marèse, Georges Flamant                                 | Drame                      |        |
| Les Cinq Gentlemen maudits      | Julien Duvivier                      | Harry Baur, René Lefèvre, Rosine Deréan                                     | Drame                      |        |
| Circulez !                      | Jean de Limur                        | Dorville, Germaine Aussey, Pierre Brasseur                                  | Comédie                    |        |
| Le Collier                      | Marc Allégret                        | Julien Carette, Janie Marese Marcel Dalio                                   | Court-métrage comique      | 30 min |
| Le congrès s'amuse              | Jean Boyer et Erik Charell           | Lilian Harvey, Henry Garat                                                  | Comédie dramatique         |        |
| Coquecigrole                    | André Berthomieu                     | Max Dearly, Armand Bour Danielle Darrieux                                   | Comédie dramatique         |        |
| Le Costaud des PTT              | Jean Bertin Rudolph Maté             | Louis-Jacques Boucot, Josyane Alice Roberts                                 | Comédie                    |        |
| Dactylo                         | Wilhelm Thiele                       | Marie Glory, Jean Murat, Armand Bernard                                     | Comédie                    |        |
| Dans une île perdue             | Alberto Cavalcanti                   | Enrique Rivero, Danièle Parola, Marguerite Moreno, Philippe Hériat          |                            |        |
| David Golder                    | Julien Duvivier                      | Harry Baur, Paule Andral                                                    | Drame                      |        |
| Delphine                        | Roger Capellani                      | Henri Garat, Alice Cocéa, Jacques Louvigny                                  |                            |        |
| Deux Fois vingt ans             | Charles-Félix Tavano                 | Germaine Rouer, Annabella, Harry Krimer, Marguerite de Morlaye              | Comédie                    |        |
| Échec et mat                    | Roger Goupillières                   | Dolly Davis, Adrien Lamy Jean Marchat                                       |                            |        |
| En bordée                       | Joe Francis Henri Wulschleger        | Bach, Teddy Parent, Georges Tourreil, Sim Viva                              | Comédie                    |        |
| L'Ensorcellement de Séville     | Benito Perojo                        | Gina Manès, Ginette Maddie, Jean Toulout                                    | Drame                      |        |
| L'Étrange Fiancée               | Georges Pallu                        | Henri Baudin, Lilian Constantini Frédéric Mariotti                          | Fantastique                |        |
| L'Étrangère                     | Gaston Ravel                         | Elvire Popesco, Fernand Fabre, Henri Debain                                 | Drame                      |        |
| Faubourg Montmartre             | Raymond Bernard                      | Gaby Morlay, Line Noro, Charles Vanel                                       | Drame                      |        |
| Figuration                      | Antonin Bideau                       | Janine Merrey, André Dubosc, Claude Dauphin                                 | Court-métrage              |        |
| La Fin du monde                 | Abel Gance                           | Abel Gance, Colette Darfeuil, Jeanne Brindeau                               | Science-fiction            |        |
| La Fine Combine                 | André E. Chotin                      | Fernandel, Edwige Feuillère, Raoul Marco                                    | moyen métrage              | 45 min |
| Flagrant Délit                  | Hanns Schwarz et Georges Tréville    | Blanche Montel, Henri Garat, Ralph Arthur Roberts                           | Comédie                    | muet   |
| La Folle Aventure               | André-Paul Antoine                   | Jean Murat, Marie Glory, Marie Bell                                         | Policier                   |        |
| Gagne ta vie                    | André Berthomieu                     | Victor Boucher, Dolly Davis André Dubosc                                    | Comédie                    |        |
| Gloria                          | Hans Behrendt et Yvan Noé            | Jean Gabin, Brigitte Helm, Mady Berry                                       | Drame                      |        |
| Grock                           | Carl Boese et Joë Hamman             | Grock, Gina Manès, Léon Bary                                                |                            |        |
| Hardi les gars !                | Maurice Champreux                    | Georges Biscot, Mona Goya                                                   | Comédie                    |        |
| L'Homme qui assassina           | Kurt Bernhardt et Jean Tarride       | Jean Angelo, Gabriel Gabrio, Marie Bell                                     | Drame                      |        |
| Isolons-nous Gustave            | Marc Allégret                        | Janie Marèse Jean Gobet                                                     | Court métrage              | 5 min  |
| J'ai quelque chose à vous dire  | Marc Allégret                        | Fernandel, Pierre Darteuil                                                  | Court métrage comique      | 21 min |
| Je serai seule après minuit     | Jacques de Baroncelli                | Mireille Perrey, Pierre Bertin, Vanah Yami                                  |                            |        |
| Jean de la Lune                 | Jean Choux                           | René Lefèvre, Michel Simon, Madeleine Renaud                                | Comédie                    |        |
| Le Juif polonais                | Jean Kemm                            | Harry Baur, Mady Berry, Simone Mareuil                                      | Drame                      |        |
| Ma cousine de Varsovie          | Carmine Gallone                      | Carlos Avril, Saturnin Fabre, Jean-Marie de l'Isle                          | Comédie                    |        |
| Maison de danses                | Maurice Tourneur                     | Gaby Morlay, Charles Vanel José Noguero                                     | Drame                      |        |
| La Maison jaune de Rio          | Karl Grüne Robert Péguy              | Charles Vanel, Jacques Maury, Renée Héribel                                 | Policier                   |        |
| Mam'zelle Nitouche              | Marc Allégret                        | Janie Marèse, André Alerme, Raimu                                           | Comédie musicale           |        |
| Marions-nous                    | Louis Mercanton                      | Alice Cocéa, Fernand Gravey, Marguerite Moreno                              | Comédie dramatique         |        |
| Marius                          | Alexander Korda                      | Raimu, Pierre Fresnay, Orane Demazis                                        | Mélodrame                  |        |
| Ménages ultra modernes          | Serge de Poligny                     | Noël-Noël, Yvonne Hébert, Christiane Delyne                                 | Court métrage              |        |
| Le Million                      | René Clair                           | Annabella, René Lefèvre, Constantin Stroesco                                | Comédie                    |        |
| Mistigri                        | Harry Lachmann                       | Madeleine Renaud, Noël-Noël, Simone Héliard                                 | Drame                      |        |
| Mon béguin                      | Hans Behrendt                        | Marie Glory, Enrico Benfer, Georges Deneubourg                              | Comédie                    |        |
| Mon cœur incognito              | André-Paul Antoine, Manfred Noa      | Mady Christians, Jean Angelo, Roger Tréville                                |                            |        |
| Monsieur le duc                 | Jean de Limur                        | Henry Defreyn, Alice Field, Héléna Manson                                   |                            |        |
| Monsieur le maréchal            | Carl Lamac                           | Fernand René, Hélène Robert, Anthony Gildès                                 | Comédie                    |        |
| Les Monts en flammes            | Joë Hamman Luis Trenker              | Marie-Antoinette Buzet, Joë Hamman, Armand Bernard                          | Guerre                     |        |
| Olive se marie                  | Maurice de Canonge                   | Jean-Marie de L'Isle, Yvonne Yma                                            | Comédie                    |        |
| Octave                          | Louis Mercanton                      | Noël-Noël, Marcel André, Émile Riandreys, Yvonne Hébert                     | Court métrage              | 28 min |
| Olive passager clandestin       | Maurice de Canonge                   | Maurice de Canonge, Marcel Dalio, Louis Florencie                           | Moyen métrage              | muet   |
| On purge bébé                   | Jean Renoir                          | Michel Simon, Marguerite Pierry                                             | Comédie                    |        |
| Le Parfum de la dame en noir    | Marcel L'Herbier                     | Roland Toutain, Huguette Duflos, Marcel Vibert                              | Policier                   |        |
| Paris Béguin                    | Augusto Genina                       | Jean Gabin, Jane Marnac, Rachel Berendt                                     | Drame                      |        |
| Partir                          | Maurice Tourneur                     | Jean Marchat, Simone Cerdan                                                 | Drame                      |        |
| Pas sur la bouche               | Nicolas Evreinoff, et Nicolas Rimsky | Nicolas Rimsky, Alice Tissot, Mireille Perrey                               | Film musical               |        |
| Pas un mot à ma femme           | André E. Chotin                      | Fernandel, Magda Fontanges, Pierrette Caillol                               | Court métrage comique      | 32 min |
| Le Petit Café                   | Ludwig Berger                        | Maurice Chevalier, Tania Fédor, Yvonne Vallée                               | Comédie                    |        |
| Le Petit Écart                  | Reinhold Schünzel et Henri Chomette  | Jeanne Boitel, Lucien Baroux, Pierre Richard-Willm                          |                            |        |
| Le Poignard malais              | Roger Goupillières                   | Jean Marchat, Gaby Basset, Florelle, Jean Toulout, Charlotte Barbier-Krauss | Policier                   |        |
| Quand te tues-tu ?              | Roger Capellani                      | Robert Burnier, Noël-Noël, Simone Vaudry                                    | Comédie                    |        |
| Les Quatre Jambes               | Marc Allégret                        | Julien Carette, Marcel Dalio, Janie Marèse                                  | Court métrage comique      | 25 min |
| Les Quatre Vagabonds            | Lupu Pick                            | Aimé Simon-Girard, Alice Tissot, Simone Bourday, Alain Guivel               |                            |        |
| Le Rebelle                      | Adelqui Migliar                      | Suzy Vernon, Paule Andral Thomy Bourdelle                                   | Drame                      |        |
| Le Réquisitoire                 | Dimitri Buchowetzki                  | Marcelle Chantal, Fernand Fabre, Elmire Vautier                             | Drame                      |        |
| Le Rêve                         | Jacques de Baroncelli                | Simone Genevois, Jaque Catelain, Charles Le Bargy                           | Drame romance              |        |
| Rien que la vérité              | René Guissart                        | Meg Lemonnier, Saint-Granier, Armand Lurville,Marcelle Praince              | Comédie                    |        |
| Rive gauche                     | Alexander Korda                      | Meg Lemonnier, Henri Garat, Marcelle Praince                                | Comédie musicale           |        |
| Le Roi du cirage                | Pierre Colombier                     | Georges Milton Simone Vaudry                                                | Comédie                    |        |
| Romance à l'inconnue            | René Barberis                        | Annabella, Alain Guivel Marys Costes, Charles Lamy                          |                            |        |
| La Ronde des heures             | Alexandre Ryder                      | André Baugé, Paule Andral, Gilberte Savary                                  | Drame                      |        |
| Roumanie, terre d'amour         | Camille de Morlhon                   | Renée Passeur, Raymond Destac, Suzy Pierson, Emma Romano, Pierre Nay        |                            |        |
| Serments                        | Henri Fescourt                       | Madeleine Renaud, André Burgère, Marcelle Géniat                            | Drame                      |        |
| Sirocco                         | Jacques Séverac                      | Pierre Geay, Leila Atouna                                                   |                            |        |
| Sola                            | Henri Diamant-Berger                 | Damia, Henri Rollan, Ginette Maddie                                         | Drame                      |        |
| Son Altesse l'amour             | Robert Péguy et Erich Schmidt        | Roger Tréville, Annabella, André Alerme                                     | Comédie                    |        |
| Taris, roi de l'eau             | Jean Vigo                            | Jean Taris                                                                  | Court métrage documentaire | 9 min  |
| La Terreur des Batignolles      | Henri-Georges Clouzot                |                                                                             | Court métrage              |        |
| Tout ça ne vaut pas l'amour     | Jacques Tourneur                     | Josseline Gaël, Mady Berry, Marcel Lévesque                                 | Comédie-dramatique         |        |
| Tout s'arrange                  | Henri Diamant-Berger                 | Armand Bernard, André Roanne, Suzanne Dehelly                               | Comédie                    |        |
| La Tragédie de la mine          | Georg Wilhelm Pabst                  | Andrée Ducret, Ernst Busch, Héléna Manson                                   | Drame                      |        |
| Le Train des suicidés           | Edmond T. Gréville                   | Vanda Gréville, Germaine Aussey Robert Vidalin                              | Drame                      |        |
| Un caprice de la Pompadour      | Joë Hamman Willi Wolff               | André Baugé, Marcelle Denya Gaston Dupray, Paulette Duvernet                | Comédie                    |        |
| Un homme en habit               | René Guissart                        | Fernand Gravey, Suzy Vernon, Pola Illéry                                    | Comédie dramatique         |        |
| Un soir de rafle                | Carmine Gallone                      | Albert Préjean, Annabella, Lucien Baroux                                    | Drame biographique         |        |
| Une brune piquante              | Serge de Poligny                     | Fernandel, Barencey, Paul Faivre                                            | Court métrage comique      | 17 min |
| Une fameuse idée                | René Barberis                        |                                                                             | Moyen métrage comique      | 32 min |
| Les Vagabonds magnifiques       | Gennaro Dini                         | Harry Krimer, Nadia Sibirskaïa, Georges Melchior                            | Comédie dramatique         |        |
| Y'en a pas deux comme Angélique | Roger Lion                           | Colette Darfeuil                                                            | Comédie dramatique         |        |